# Plosokidul
Plosokidul is een bestuurslaag in het regentschap Kediri van de provincie Oost-Java, Indonesië. Plosokidul telt 2937 inwoners (volkstelling 2010).